# 室井正人
室井 正人（むろい まさと、1964年1月30日 - ）は、日本の実業家、ディズニーセル画コレクター、ブロッコリーダイエットの提唱者。

## 概要
福島県須賀川市生まれ、横浜市育ち。日本大学商学部中退後、1985年から1989年6月まで横浜市の旅行会社勤務、主に日系ハワイ人への日本添乗員として案内をする。
- 1989年（平成元年）
  - 7月1日 - 退社。
  - 10月1日 - アリコジャパン横浜東エージェンシーに入社。
- 1996年（平成8年）7月 - 懲戒解雇。東京地方裁判所に、地位確認請求控訴（懲戒解雇無効）を起こす。株式会社FPコンサルティングを正式に営業開始。またこの時、後のブロッコリーダイエットの原案となるダイエットメソッドを考案する。
- 1999年（平成11年）10月 - 東京地方裁判所にて、判決勝訴。アリコ、上告。ここで、2度目の懲戒解雇をされる。
- 2000年（平成12年）2月末 - 東京高等裁判所にて判決。アリコは、約3億2千万円の支払いを命じられる。
- 2001年（平成13年） - 趣味であるディズニーコレクターとしての活動が有名になり、1月よりテレビ東京『開運!なんでも鑑定団』にてディズニーセル画、ディズニー映画等の鑑定士として活躍。
- 2009年（平成21年） - FPコンサルティング代表取締役就任。
- 2012年（平成24年） - アクセック取締役就任。
- 2013年より自身16年間のダイエット集大成として、ブロッコリーダイエットプランナーとしての講演活動を行う。

## TV出演
- 開運!なんでも鑑定団
  - わんわん物語のポスターの原画の鑑定（2010年12月14日放送）
  - ディズニーの原画74点の鑑定（2010年6月1日放送）
  - ディズニーアニメーターの直筆イラスト3点の鑑定（2012年8月7日放送）

## 作品
- 夢ではない年収1億円の稼ぎ方